# Servicio de sanidad del ejército francés

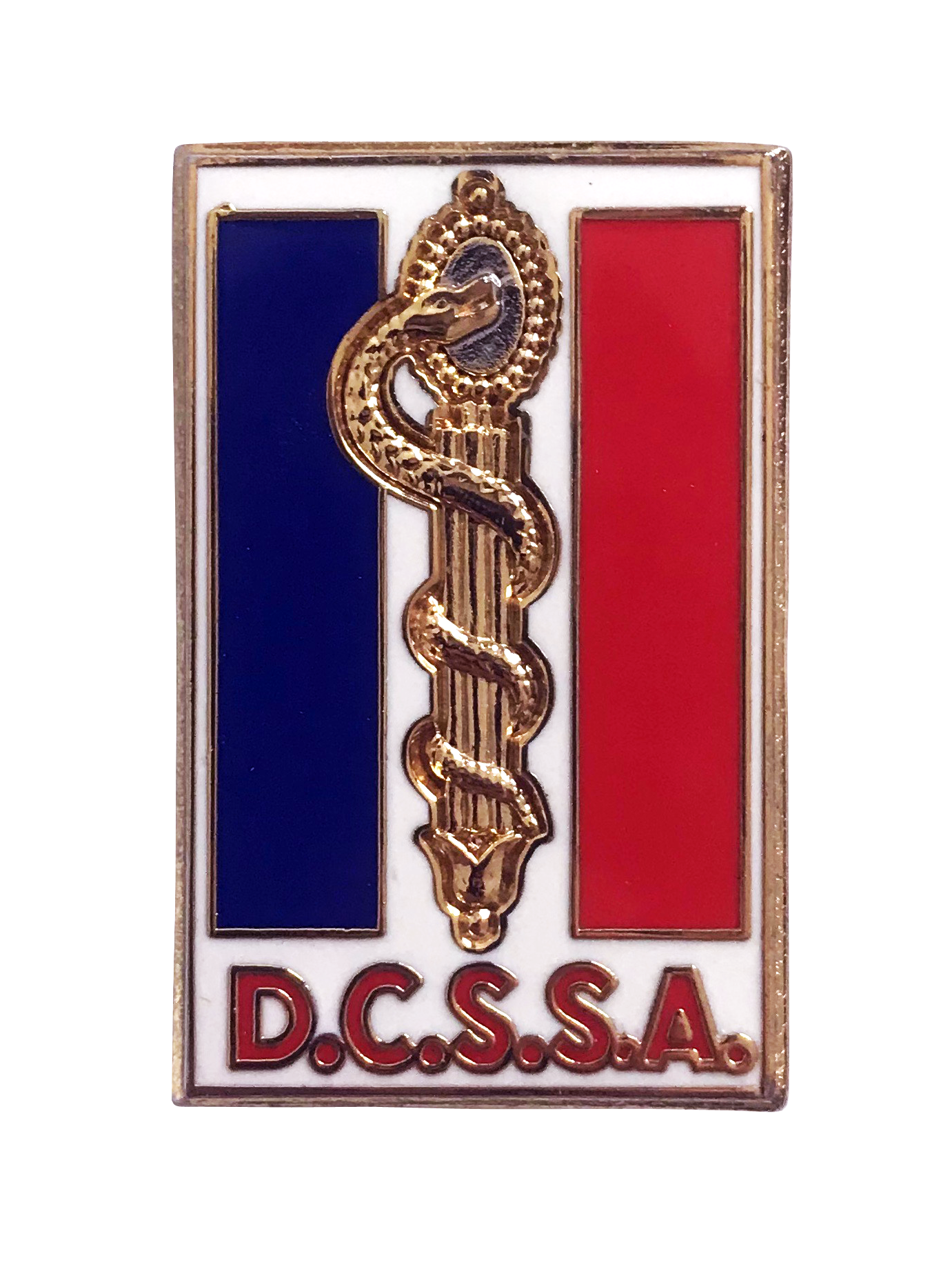
Insignia de la dirección central del Servicio de Sanidad del Ejército (DCSSA, Francia)

El Servicio de sanidad del ejército francés (Service de santé des armées o SSA) asegura la sanidad militar a las Fuerzas Armadas de Francia y a los organismos que están bajo la autoridad del ministerio de Defensa francés.
Los médicos, farmacéuticos, dentistas y veterinarios reciben una instrucción inicial en Lyon y Burdeos. Luego siguen una formación definitiva en la Escuela del Val de Grâce en París, que concluye con la entrega de un diploma.
El servicio se compone también de oficiales administrativos y técnicos (OCTASSA), enfermeros y personal paramédico.

## Historia
El servicio de sanidad del ejército francés fue creado por el rey Luis XIV por el edicto del 17 de enero de 1708 que instauró los puestos de médicos y cirujanos reales. 
Durante la Revolución francesa (1789-1799) y el Primer Imperio Francés (1804-1814), se introdujeron reformas a  causa de las numerosas guerras napoleónicas. Entonces, los hospitales militares fueron instalados en edificios religiosos, como la Iglesia del Val-de-Grâce en París.
En 1882, el parlamento francés dio al Servicio de sanidad del ejército independencia en el ámbito técnico y se adquirieron ocho hospitales y dos escuelas (en Lyon y Burdeos).
La última etapa fundamental fue la fusión, en 1948, de todos los servicios de sanidad (Marina, Aviación, Ejército, gendarmería, etc.) en un único Servicio de sanidad.

## Misiones
- Apoyo a las fuerzas armadas.
- Contribución al sistema de sanidad pública.

## Papel internacional
- Apoyo durante las operaciones exteriores.
- Implicaciones sobre el plan humanitario.

- Datos: Q2657904
- Multimedia: Service de santé des armées / Q2657904